# Rich Swann
Richard "Rich" Swann (sinh ngày 15/2/1991) là một đô vật chuyên nghiệp người Mỹ ký hợp đồng với WWE Raw như là một phần của hạng bán nặng. Anh một lần là cựu vô địch Bán nặng.